# Uống tinh dịch

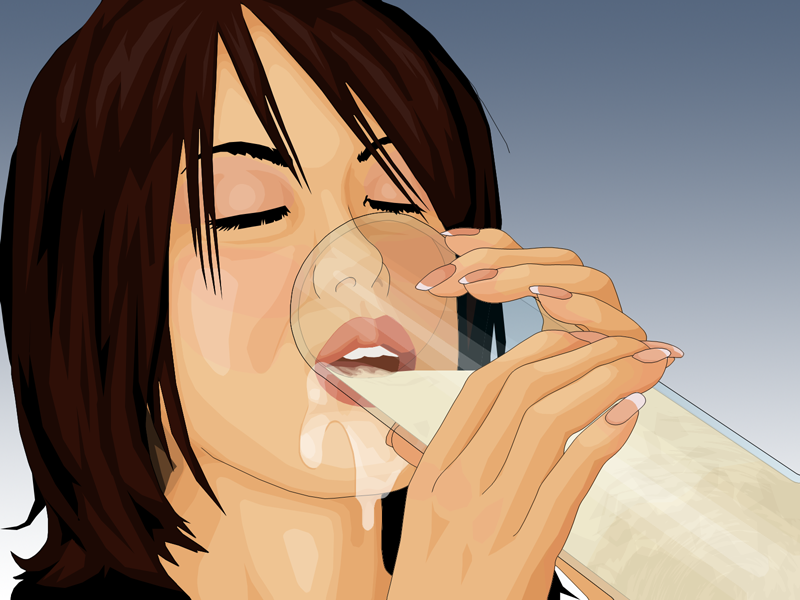
Minh họa việc uống tinh dịch

Uống tinh dịch (tiếng Nhật: ゴックン, gokkun) là hành động uống hay nuốt tinh dịch của người khác từ ống hoặc bình đựng. Các loại bình đựng có thể là cốc, ly, cốc becher, bát, v.v...
"Gokkun" là việc thường thấy trong những hoạt động tình dục như liếm dương vật hay xuất tinh tập thể. Từ "gokkun" là một từ tượng thanh, nó được dịch sang tiếng Anh thành "gulp", với nghĩa là "húp" hay "nuốt".